# Francisco Picart
Francisco Picart (Reino de Aragón, ca. 1667 – Pamplona, 8 de octubre de 1743), es un impresor y librero afincado en Pamplona hacia 1687. Trabajó desde la fecha mencionada hasta 1734, cuando por razones de salud le relevó su primogénito, Martín Francisco. Falleció en su casa de Pamplona nueve años más tarde, en 1743, a los 76 años. Durante 29 años de actividad como tipógrafo imprimió 26 libros, lo que supone el cuatro por ciento de la producción total en Navarra a lo largo del siglo XVIII.

## Vida
Nació hacia 1667 en el Reino de Aragón. En torno a 1687 se trasladó a Pamplona, donde se casó con Josefa de Guirguillano, de la que tuvo, en 1688, a Martín Francisco, que fue bautizado en la parroquia de San Nicolás, siendo su padrino el impresor Martín Gregorio de Zabala. Al cabo de diez años, en 1698 nació el segundo hijo, Martín José. 
Se instaló en la calle Curia, cerca de la catedral, en un espacio donde se concentraba buena parte de las imprentas y librerías de la ciudad. Tomó en alquiler una vivienda espaciosa, con “cuartos”, "botiga" (tienda) y zaguán; de esta manera, como era habitual en la época, en el mismo lugar se concentraban la vivienda familiar y el negocio. Se tiene noticia de que en 1698 firmó un alquiler con una renta anual de 24 ducados y con cuatro años de vigencia, y de que lo renovó con la misma renta en 1703 y 1708. 
Su actividad no se limitó al mundo del libro: en enero de 1727 vendió a Miguel de Cortari, residente en Pamplona, “un macho de pelo negro o castaño, de edad cerrado” por 28 ducados. Por otra parte, Martín Francisco, su primogénito, en 1739 firmó una carta de pago mediante la cual saldó la deuda de 35 ducados que sus padres habían contraído  ocho años antes con María de Garatea. 
Mantuvo una vieja y estrecha relación con el impresor Alfonso Burguete, quien en 1708 figura como testigo de la renovación del contrato de alquiler de su vivienda. Por su parte, Picart intervendrá en 1719 como testigo en la boda de Burguete.
Francisco Picart murió el 8 de octubre de 1743, a los 76 años, después de recibir los sacramentos, en su domicilio de la calle Curia. Su esposa había fallecido con anterioridad. Fue enterrado en la parroquia de San Juan, situada dentro del templo catedralicio, “con nocturno y misas cantadas de cofradías”.

## Impresor y librero
Francisco Picart figura en Pamplona como maestro impresor y librero desde finales del siglo XVII. Así, al menos, lo declara ante los tribunales, a instancias del Hospital General de Pamplona, para el que asegura que trabaja desde 1687 aproximadamente. La relación con el Hospital se constata en 1704 con motivo de la impresión de una gaceta de periodicidad semanal. Se ha de tener presente que el Hospital había recibido del reino de Navarra en el año citado el monopolio de la venta de la edición castellana de una gaceta que se editaba semanalmente en Francia. Al año siguiente este privilegio se amplió a todas las gacetas "y otros papeles de novedades". Pues bien, el Hospital concedió a Francisco Picart los derechos de impresión y venta de esta publicación a cambio de recibir cada semana diez reales de plata. 
En lo que concierne a su negocio de librería, Picart aprovecha los pies de imprenta para hacer allí publicidad de esta faceta de su actividad profesional. Sin embargo no se tienen noticias documentales sobre ella, lo que sugiere que debió de tener escasa relevancia.

### Impresor de los dos últimos tomos de losAnales del Reino de Navarra

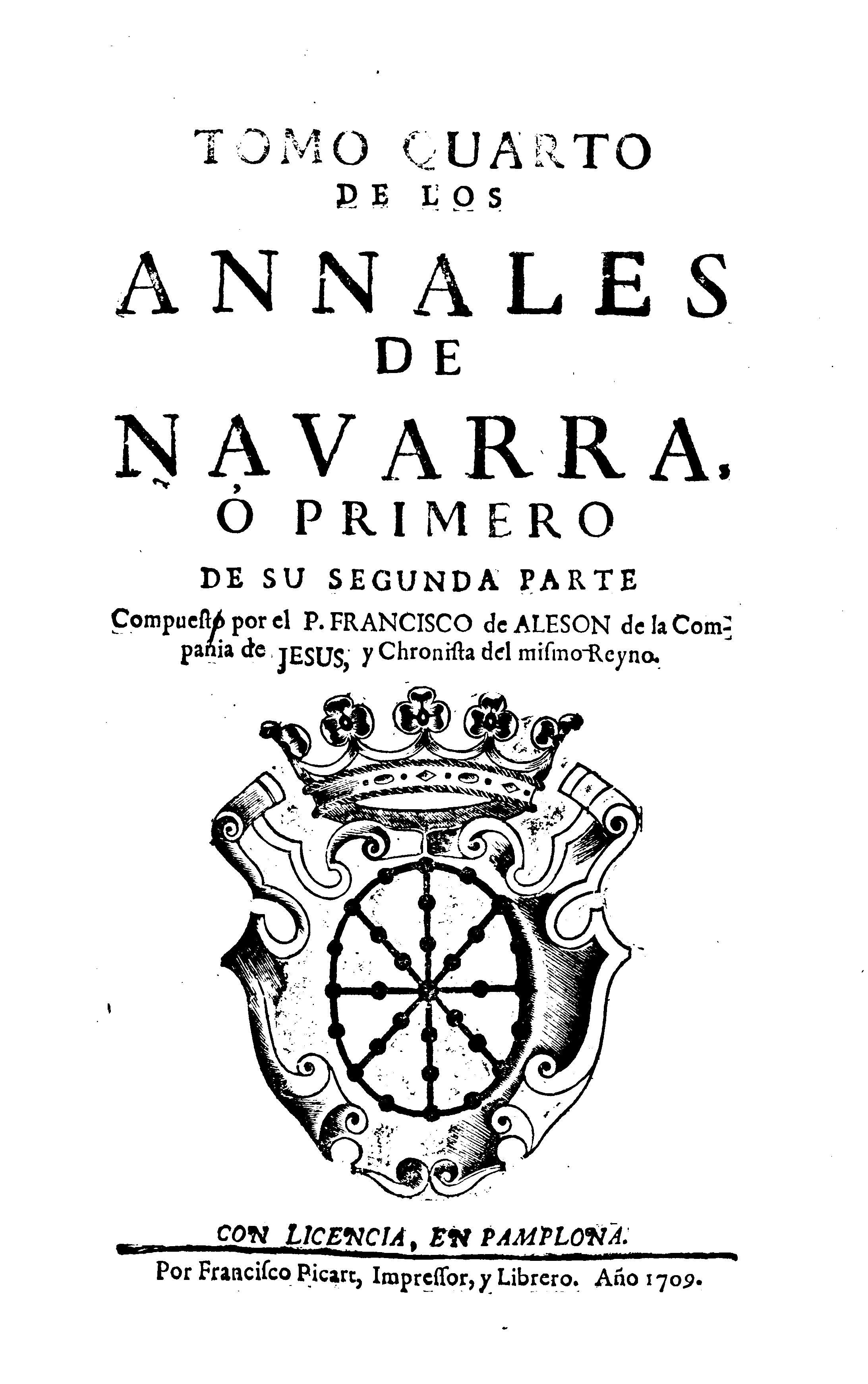
Tomo IV de los Anales, impreso por Francisco Picart en 1709

El origen de su negocio con probabilidad se encuentra en la llegada a Pamplona del tipógrafo vallisoletano Fernando Cepeda, que había sido contratado por Francisco de Alesón para imprimir el tomo tercero de los Anales de Navarra. Cuando en 1704 Cepeda acabó la impresión del volumen tercero, regresó a su ciudad de procedencia y Francisco Picart se hizo cargo de su taller para empezar a trabajar por cuenta propia.
Francisco de Alesón le encargó la impresión de los dos tomos finales de los Anales del Reino de Navarra, que vieron la luz en 1709 y 1715. Para imprimir este último tuvo que trasladar su taller a Viana, la ciudad natal del autor, donde este se había instalado para ser atendido de los achaques derivados de su avanzada edad, ya que había cumplido 80 años. De esta manera el impresor le facilitaba la tarea de corrección de pruebas.
El mismo año en que trabaja en el tomo quinto de los Anales, imprime para el Ayuntamiento de Pamplona la crónica oficial Fiestas y recibimiento de la estancia en la ciudad de Isabel de Farnesio, del 11 al 15 de diciembre de 1714. Había llegado en el transcurso de su viaje de Parma a Madrid para casarse con Felipe V, quien había enviudado hacía diez meses. La edición conmemorativa se ofrece en un volumen en cuarto de 108 páginas en las que, además de la crónica de los actos oficiales y de la descripción minuciosa de los cuatro arcos triunfales bajo los que desfiló la comitiva, se multiplican los poemas en español, latín, italiano y portugués compuestos en honor de la ilustre visitante. A pesar de tratarse de una edición institucional, constituye un trabajo tipográfico mediocre.

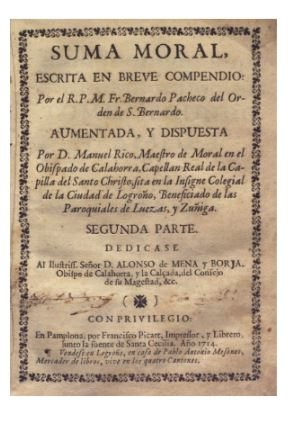
Tomo segundo de la Suma Moral de Pacheco (1714), el primero lo había impreso Ezquerro

En cuanto al personal a su servicio, se tiene noticia de que en los primeros años del siglo XVIII contrata ocasionalmente al impresor Juan Micón. Más adelante empleará a su hijo Martín Francisco (”Francisco Picart, Menor”) en calidad de impresor.

### Colaboración entre impresores
Se puede constatar la debilidad de los talleres pamploneses, a principios de siglo XVIII, en las uniones temporales de impresores para sacar obras voluminosas y de cierta complejidad. Así, en 1714 se acomete la impresión de la conocida Suma Moral del cisterciense Bernardo Pacheco. Se trata de una obra en dos volúmenes, de algo más de 300 páginas cada uno, cuya impresión se repartieron Juan José Ezquerro, el primer tomo, y Francisco Picart, el segundo. 
Al cabo de cuatro años se repitió este sistema de trabajo con los Sermones varios de los evangelios de las dominicas del trinitario descalzo Juan de Jesús María. En esta ocasión Francisco Picart imprimió el primer tomo y José Joaquín Martínez el segundo.

### Impresor de los Tribunales
En 1712 juntamente con Francisco Antonio de Neira denuncia a Juan José Ezquerro, impresor de Pamplona y del reino de Navarra, por los precios que pone a la impresión de memoriales, informes y otro tipo de documentos. Más adelante, en 1730  compartirá con Pedro José Ezquerro el cargo de impresor de los Tribunales Reales, aunque disfrutará de este oficio solo cuatro años, hasta 1734, cuando su salud se agravó. 
La colaboración entre los dos talleres no fue fácil, puesto que pronto surgieron discrepancias sobre el “modo, forma y precios de imprimir los memoriales de hecho y derecho y otras cosas”; en definitiva, los expedientes judiciales que les encomendaban.

### Solicitud del cargo de Impresor del Reino
Animado por el éxito de la impresión institucional del último tomo de los Anales, y movido por el deseo de encontrar trabajo para Martín Francisco, su primogénito recién casado, solicita a las Cortes reunidas en Pamplona en 1716 el nombramiento, en cuanto se produzca una vacante, de Impresor del Reino para sí o para uno de sus hijos. La solicitud fue rechazada por las Cortes con rotundidad:

Que de aquí adelante no se creen nuevos impresores [del Reino] sino que, como vayan faltando los dos que hay ahora, que son Francisco de Neira y Juan José de Ezquerro, se extingan sus plazas sin nombrarse otros en su lugar

A pesar de ello, Picart se titula "Impressor del Reyno" en la portada de las obras de Virgilio que imprime en 1719.
En 1729 la Diputación del Reino pidió a Francisco Picart, Pedro José Ezquerro Sainz de Echávarri, José Joaquín Martínez y Alfonso Burguete un presupuesto para la impresión de la Novísima Recopilación de las leyes del Reino de Navarra preparada por el letrado Joaquín Elizondo, que finalmente se encargó a José Joaquín Martínez. Picart fue el único de los consultados que no presentó su proposición económica; se ha de tener presente que entre 1729 y 1731 no imprimió libros, sin que se conozca el motivo.

## Producción de libros
El primer libro impreso con su nombre en el pie de imprenta data de 1706 y el último en 1734. Son 29 años en los que con ritmo regular ven la luz 26 libros. La mayor actividad se regista en 1715, cuando se imprimen tres obras, entre las que se encuentran el tomo quinto de los Anales de Navarra y la edición institucional del ayuntamiento de Pamplona a la que se ha hecho mención.
Se constata que no se imprimieron libros entre 1712-1713 y 1729-1731, así como en 1707, 1720 y 1722 , aunque esto no significa que la imprenta estuviera parada. En resumen, de los 29 años de actividad del taller de Francisco Picart, en ocho no se imprimieron libros.
Cabe señalar que se conoce un volumen en octavo de 550 páginas del difundido Arte de cocina, pastelería, bizcochería y conservería de Francisco Martínez Motiño, cocinero de Felipe II, Felipe III y Felipe IV, que lleva el pie de imprenta de "Picar" y la fecha de 1715. Se trata de una edición fraudulenta, por la falta de licencias del Consejo de Navarra, la errata del nombre del impresor y la tipografía ajena al taller pamplonés. 
| Producción de libros de la imprenta de Francisco Picart (1706-1734) |
| ------------------------------------------------------------------- |
|                                                                     |

El dilatado periodo de actividad de Francisco Picart, casi tres décadas, ofrece un balance importante de títulos impresos, que representa un significativo 4,8 por ciento en conjunto de la producción de Navarra durante el Setecientos y que le sitúa entre los ocho primeros impresores del Reino. Sin embargo, la media anual de impresión de libros matiza esta apreciación, en el sentido de que el ritmo de trabajo es moderado —0,8 libros por año—, cinco décimas por debajo de la registrada en el conjunto de las imprentas coetáneas.

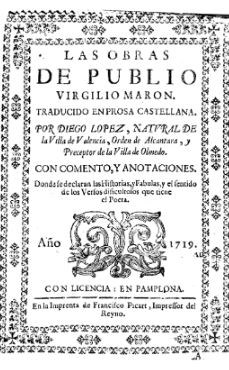
Traducción castellana de las obras de Virgilio

En cuanto a las reediciones, representan un tercio del total de la producción, lo que constituye, a su vez, una proporción superior a la registrada en el conjunto de las imprentas de Navarra.
Con el obligado predominio de las obras religiosas, que abarcan dos terceras partes, cabe apuntar una cierta diversificación temática, debida a ediciones históricas, como los Anales y a los clásicos: Virgilio y Ovidio.
Es mayoritaria la producción de libros en castellano, con un  un pequeño porcentaje —el 4%— en latín.
Además del habitual predominio de los formatos intermedios, en cuarto y octavo, cabe destacar la presencia de media docena de publicaciones en folio, correspondientes a ediciones institucionales y a libros religiosos de difusión restringida entre el clero.
La mitad de las publicaciones tiene más de 400 páginas y el 70 por ciento cuenta con más de 200, lo que puede dar idea de que la actividad de Francisco Picart se concreta en obras de cierta entidad desde el punto de vista formal, preferentemente concebidas para profesionales.
La calidad tipográfica es modesta, cuando no mala, ya que el 42 por ciento de las publicaciones evaluadas es deficiente; por el contrario, no hay una sola considerada como excelente. Este pobre balance está en consonancia con la época en la que trabaja, situada al inicio del siglo, cuando la imprenta navarra está todavía inmersa en el sistema de trabajo del barroco, caracterizado por una producción tan masiva como descuidada.

## Galería de imágenes

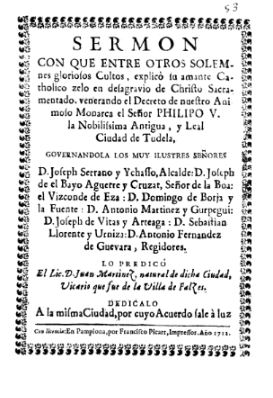
Homenaje a Felipe V promovido por el Ayuntamiento de Tudela (1712)
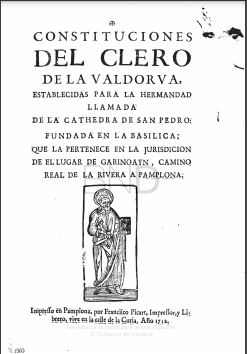
Constituciones de la hermandad de San Pedro de la Valdorba (1712)
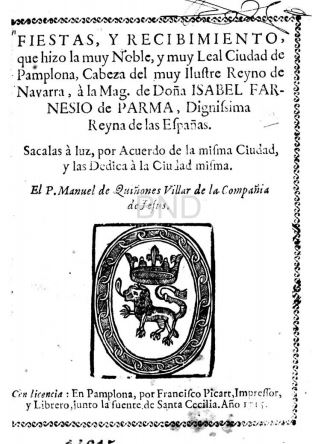
Visita de Isabel de Farnesio a Pamplona (1715)
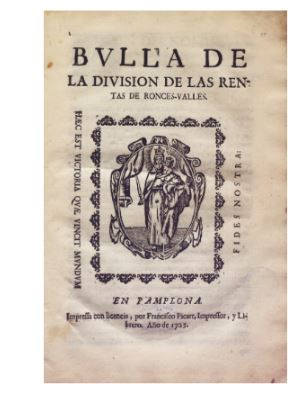
Rentas de Roncesvalles (1723)
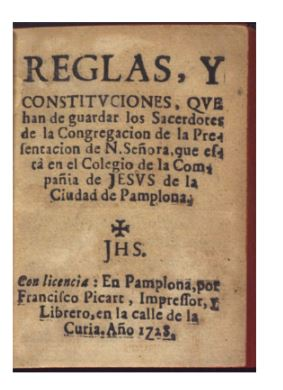
Reglas de la congregación pamplonesa de Nuestra Señora (1728)